# Hemibagrus
Hemibagrus är ett släkte av fiskar. Hemibagrus ingår i familjen Bagridae.

## Dottertaxa tillHemibagrus, i alfabetisk ordning[1]
- Hemibagrus amemiyai
- Hemibagrus baramensis
- Hemibagrus bongan
- Hemibagrus camthuyensis
- Hemibagrus caveatus
- Hemibagrus centralus
- Hemibagrus chiemhoaensis
- Hemibagrus chrysops
- Hemibagrus dongbacensis
- Hemibagrus filamentus
- Hemibagrus fortis
- Hemibagrus furcatus
- Hemibagrus gracilis
- Hemibagrus guttatus
- Hemibagrus hainanensis
- Hemibagrus hoevenii
- Hemibagrus hongus
- Hemibagrus imbrifer
- Hemibagrus johorensis
- Hemibagrus macropterus
- Hemibagrus maydelli
- Hemibagrus menoda
- Hemibagrus microphthalmus
- Hemibagrus nemurus
- Hemibagrus olyroides
- Hemibagrus peguensis
- Hemibagrus planiceps
- Hemibagrus pluriradiatus
- Hemibagrus punctatus
- Hemibagrus sabanus
- Hemibagrus songdaensis
- Hemibagrus spilopterus
- Hemibagrus taybacensis
- Hemibagrus variegatus
- Hemibagrus velox
- Hemibagrus vietnamicus
- Hemibagrus wyckii
- Hemibagrus wyckioides